# Geodia tuberculosa
Espèce
Geodia tuberculosa est une espèce d'éponges de la famille des Geodiidae.

## Taxonomie
L'espèce est décrite par James Scott Bowerbank en 1872,.

### Publication originale
- (en) J. S. Bowerbank, « Contributions to a General History of the Spongiadae. Part III », Proceedings of the Zoological Society of London, Londres, vol. 1872,‎ 1872, p. 626-635.

## Répartition
Geodia tuberculosa est présente le long des côtes de l'Amérique centrale dans l'océan Pacifique.